# 陶波爾曹
46°52′58″N 17°26′29″E / 46.88278°N 17.44139°E

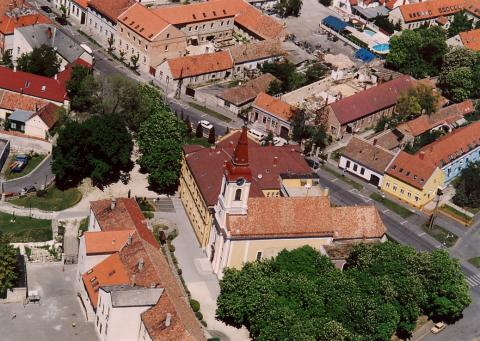
陶波爾曹

陶波爾曹（匈牙利語：Tapolca，發音：['tɒpolt͡sɒ]）是匈牙利的城鎮，位於該國西部，由維斯普雷姆州負責管轄，面積63.48平方公里，自第二次世界大戰後成為該地區的工業中心，2011年人口15,839，其中約七成居民信奉天主教。
该镇靠近巴拉顿湖；座标46°52′58″N 17°26′29″E。离该镇东边5公里处设有一个独立区域叫作陶波尔曹德赛尔.

## 语言学
陶波尔曹的起源具有争议，原自匈牙利语原意为“高地”，由于城市座落在一座小山之上；又或许来自斯拉夫语波尔曹，意为“热温泉”。在中世纪的一些地方也被叫作图鲁尔或图鲁尔波拉卡。 

## 著名标志

### 卡斯特地下溶洞湖
这个3公里长的溶洞位于镇中心。在被发现后10年于1912年向公众公开，可租用小船探访洞穴内部情况。在小镇下方15-20米处有一个5公里长的洞穴，穿过中新世石灰岩层。其中包括3.3公里长的湖洞，大部分为溶洞水。溶洞在1903年挖井时期被发现；因其特殊的起源和独特的形成从1937年开始可以乘舟游览溶洞内部；于1942年成为保护区，并在1982年受到严格保护；流过那里的冷岩溶水和从深处涌出的热水混合溶解石灰石。起初通道狭窄，然后形成较小和较大的壁龛。在很长一段时间后，这些小洞室和通道都变宽了。由于几米厚的粘土沉积物防止了表面物渗透，所以洞穴表面没有滴水现象， 通过洞穴空气中沉淀某些地方只有钙质结构（洞穴珊瑚和文石晶体）。蝙蝠无法进入封闭空间，所以最大的脊椎动物是10厘米长的普通小鱼，通过马罗姆湖（米尔池塘）的湿通道游泳来回穿行。洞穴空气有近100％湿度，包含高钙含量和20℃的恒温。此功能被镇医院用于治疗呼吸系统疾病病人。洞穴空气的氡气含量太低，但对游客没有任何影响。

### 米尔池塘
小镇有个浪漫的区域叫着米尔池塘（马罗姆湖）。穿过主广场上的一个小后院即可到达池塘的上半部分；拉斯罗马尔顿塑造的雕像“四季”被放置在那里；

### 废墟花园
中世纪，教堂山是陶波尔曹的中心；教堂于13世纪被修建成罗马风格；奥斯曼帝国入侵后，于1759年。它被重新修建成巴洛克风格；

### 学校博物馆
学校博物馆座落在康托尔房子前面；在那里可以找到伟大的特兰西达努比亚教学集；

### 主广场
修建于小镇前方的市集和主广场是古代的贸易中心；1757年，三位一体的雕像竖立在广场中间；另一立作小公主也被放置于此；

## 友好城市
- 别洛瓦尔
- 義大利 埃斯泰
- 芬兰 倫派萊
- 斯洛伐克 布拉迪斯拉发
- 德国 施塔特哈根
- 匈牙利 許邁格
- 羅馬尼亞 泽巴拉

## 外部連結
- Tapolcai kirándulás képekkel[永久] – www.élet-mód.hu
- Balaton Uplands National Park （页面存档备份，存于） Tapolca - Cave Lake